# Peter Žonta
Peter Žonta (n. 9 ianuarie 1979, Ljubljana, Republica Socialistă Slovenia, RSF Iugoslavia) este un săritor cu schiurile ce a reprezentat Slovenia, medaliat olimpic. A participat la o ediție a Jocurilor Olimpice (2002) în care a câștigat o medalie de bronz.

## Participări
Lista de mai jos prezintă principalele competiții la care a participat Peter Žonta de-a lungul carierei.
- ski jumping at the 2002 Winter Olympics – large hill team[*]